# 木下佑香
木下佑香（1985年2月4日—），日本大胃王、四格漫畫網路作家。
2009年參加《火力全開大胃王》出道。2014年起積極經營个人YouTube频道，以展示和食用大量美食為特色，是第一位YouTube頻道訂閱數達到200萬的日本女性，也從2015至2016連續兩年出現在YouTube rewind影片中，为日本代表性YouTuber之一。截至2019年1月為止，總訂閱人數已超過500萬，在日本女性YouTuber中排名第一。

## 名称由来
- 本名为含平假名的。為其第一次上電視節目（」）所用的艺名，但僅僅使用過一次，之後被木下本人棄用；本人在2017年6月18日的直播中表示，是因为这个名字笔画数吉利而被母亲劝说使用。

- 「木下佑香」是經木下本人同意、专门为在中文地区活动时方便而使用的中文名稱，2015年底已正式於官方YouTube頻道的中文標題使用。[3][4][5][6]

## 经历
- 最初发现自己很能吃是在初中毕业后，跟朋友一起吃自助餐，朋友吃了30分钟便吃饱，但她两个小时了还没吃够[7]。
- 出道早期以參加電視大胃王相關節目為主，2014年簽入專攻網紅的經紀公司UUUM（日语：UUUM），開始積極經營个人YouTube频道。2020年2月1日，木下佑香在主頻道上宣布因為生涯規劃的因素，結束了與UUUM的經紀關係，開始獨立製作影片。[8]同年5月27日加入“OTOZURE”公司，后改名“toridori production”。

- 2021年9月5日，木下佑香退出toridori production，再次成为独立艺人。
- 在中文互联网上人气很高，日媒将她与渡边直美相提并论[9]。

## 爭議事件
2016年7月中旬，木下新上传吃下137根香蕉的影片，因时逢南海仲裁案结果出炉等因素，牵动部分中国网友的敏感神经与猜忌，引致众多恶评。
2017年3月20日，自行在其他YouTuber的直播訪問中承認在2016年下半年曾與同公司的另一位知名YouTuber Hajime社長交往，2016年12月分手，交往約半年。在隨後的擴大的事件中被部分人士指責沒有自制力，但亦遭到木下在日本以外的支持者反擊，意外在社群網站上形成國內與國外用戶對峙的局面。3月22日，因此事失控，Hajime社長在個人頻道上傳了影片，嚴肅鄭重地承認在2016年年末確實同時與一般女性「れいな」以及木下佑香交往。同日稍晚，木下在其個人頻道上傳了道歉影片，為引起如此大的騷動表示歉意。

## 外部連結
- YouTube上的木下佑香頻道
- YouTube上的木下佑香第二頻道
- 木下佑香的UUUM專頁
- 木下佑香的X（前Twitter）
- 木下佑香的Facebook專頁
- 木下佑香的Instagram帳戶
- 木下佑香的新浪微博
- 木下佑香的哔哩哔哩个人空间
- 木下佑香的小红书账号